# Eubacterium coprostanoligenes
Eubacterium coprostanoligenes è una specie di batterio appartenente alla famiglia delle Eubacteriaceae.